# 三家村 (九龍)

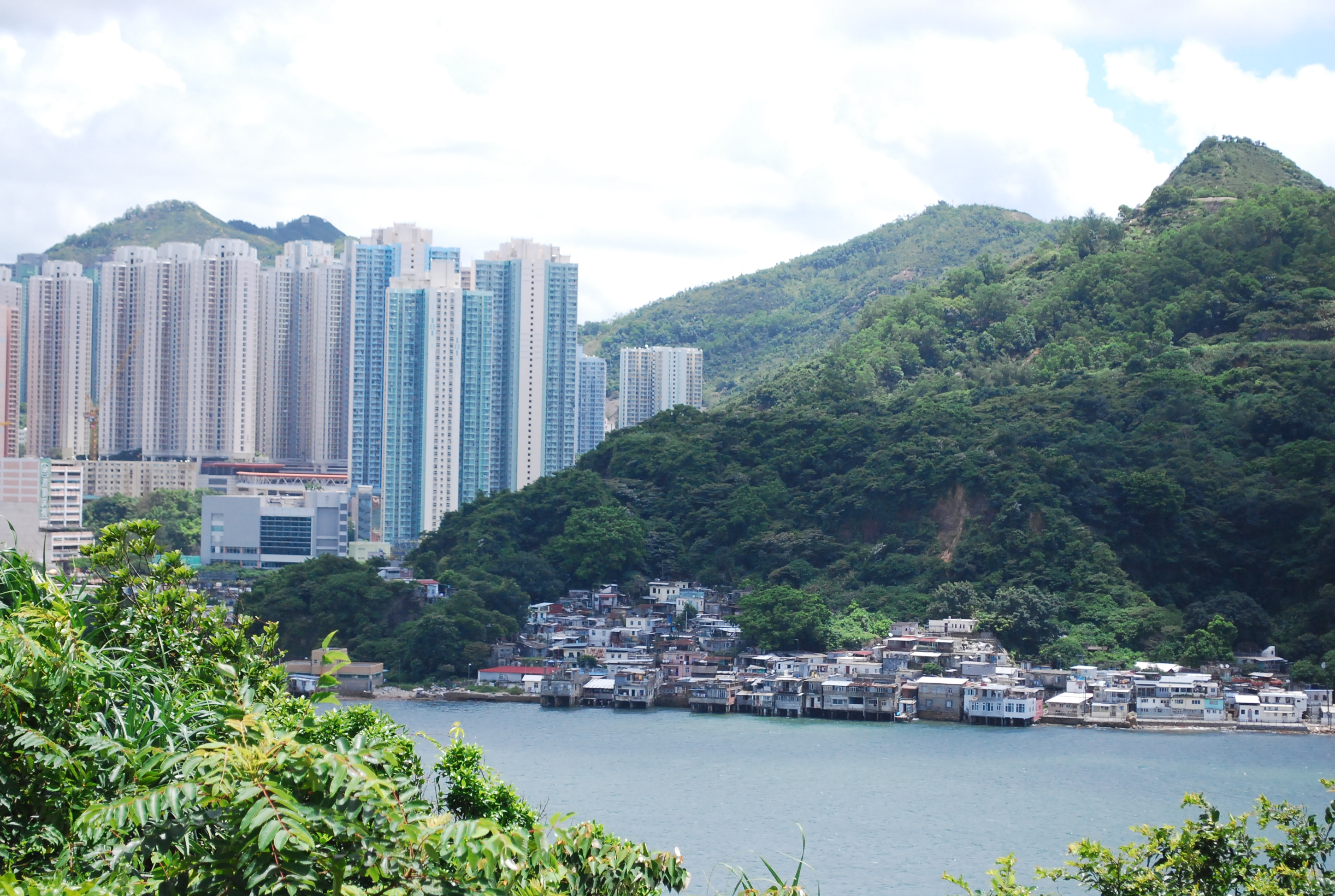
從香港海防博物館望向鯉魚門及三家村

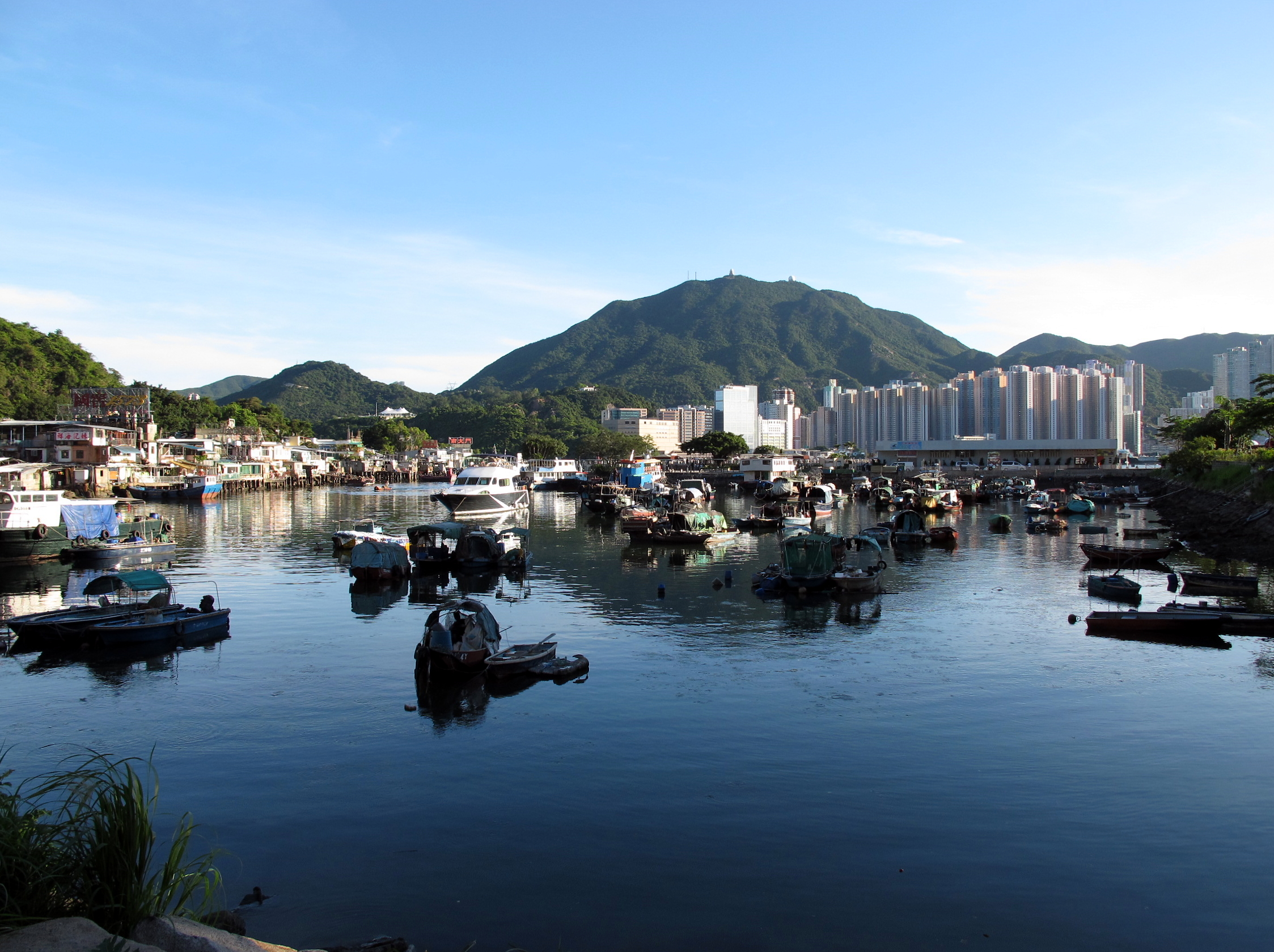
三家村避風塘近攝（漁港及避風塘）

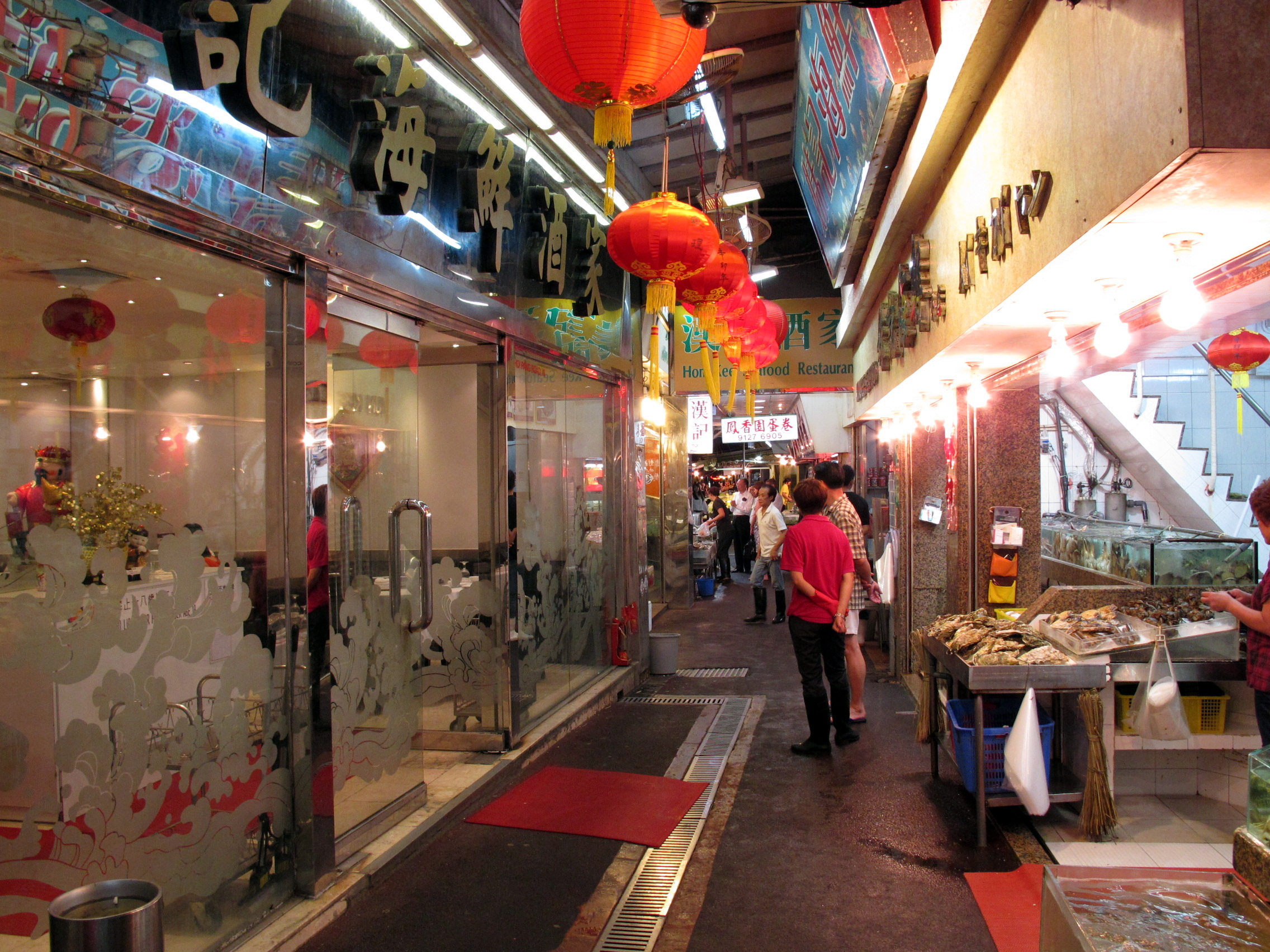
三家村（即鯉魚門海鮮街）的酒家

三家村（英語：Sam Ka Tsuen）是位於香港觀塘區東南部鯉魚門的鄉村，有150年歷史，為九龍十三鄉之一，位於油塘及鯉魚門附近。

## 歷史
根據當時香港政府1898年後繪製的地圖，鯉魚門一帶的土地由幾個氏族擁有，現今油塘工廠區一帶土地由張氏擁有、現今油塘邨及高超道一帶由曾氏擁有、鯉魚門下環由曾氏和羅氏擁有，媽環由葉氏擁有，三家村一名有可能是源於此。，另外亦有研究指三家乃指溫、劉、陳或張、劉、連三姓人。，而鯉魚門只是三家村鄰旁進入維多利亞港的海道名稱，但香港人一般習慣稱三家村為鯉魚門。
鯉魚門石質優美，最早在此定居計有葉、曾、李、張等姓，是廣東人百多年前移居九龍東部發展出來的村落，從事打石謀生，先將石材從礦場採出，再請廣東來的石工精打細琢，石材便可利用船隻遠銷廣州、台山、順德各地，用以興建祠堂或作門柱石等。鯉魚門與牛頭角、茜草灣、茶果嶺等三條鄰近以打石為生的村落，在清朝合稱「四山」，駐紮在九龍寨城的官員任命每山一人當「頭人」，合稱「四山頭人」，除管理地方外，亦代為收稅。1897年英國租用新界，隨即為村內土地從新登記，三家村的「官批石堂」一一被「封山」，而各石礦場直到1904年左右才得獲發新牌照繼續經營。其時村民陸續開設草席廠、顏料廠、船廠等工業。1911年的人口普查，鯉魚門的華人人口有255人。1934年英軍聘用很多勞工在村內及魔鬼山建造軍事設施，帶動當地飲食業的發展。
1963年起，香港政府發展三家村一帶，將三家村附近的山丘夷平，在酒灣填海，海灣以西發展成工業區，東面建成三家村避風塘。1965年，三家村清拆，現今三家村遊樂場一帶被用作三家村安置區。1967年香港政府不再為石廠續牌，有200年歷史的石礦業遂正式結束。其時已有道路直達鯉魚門，海鮮業才有長足的發展，多間新酒家開業，而渡船碼頭和沿岸停泊十多艘海鮮艇，讓遊客可親自揀選活海鮮。
隨著鯉魚門的發展，三家村已經成為鯉魚門的一部份。隨著將軍澳綫的落成，在港鐵油塘站徒步15分鐘前往也可，而該處亦是貼鄰東區海底隧道的鄉村之一。

## 交通
早年三家村已有渡輪往返筲箕灣。昔日西貢區尚未開發之時，位於將軍澳、調景嶺及其他西貢的居民都要前往三家村轉乘渡輪往返市區，故西貢的海鮮過去也都運往這裏發售，這裡的海鮮餐廳及酒家非常多。然而因筲箕灣填海，現時渡輪服務已改為往返西灣河，由珊瑚海船務提供17.5M木製街渡式小輪服務。同時，設有假日街渡航線往返東龍洲及節日特別航線往返大廟灣。

## 註腳
1. ↑  九龍十三鄉：沙埔、衙前圍、竹園、大磡、元嶺、沙地園、坪頂、牛池灣、坪石、牛頭角、茜草灣、茶果嶺、鯉魚門

## 外部連結
- 華南研究資料中心：鯉魚門的歷史、古蹟與傳說
- 東九龍居民委員會：十三鄉由來（页面存档备份，存于）

1. ↑  觀塘區議會.  (PDF).   [2022-05-14]. （原始内容 (PDF)存档于2019-11-27）.
2. ↑  張瑞威（香港城市大學中國文化中心）.  (PDF).   [2022-05-14]. （原始内容 (PDF)存档于2022-05-15）.
3. ↑  Hong Kong Government Reports Online (1842-1941). .   [2022-05-08]. （原始内容存档于2018-11-08）.
4. ↑  華僑日報. . 1963-06-22.
5. ↑  華僑日報,. . 1964-03-14.
6. ↑  華僑日報. . 1964-06-27.
7. ↑  華僑日報. . 1965-05-24.
8. ↑  大公報. . 1971-08-18.